# Maiiaaus
Maiiaaus war im 2. Jahrhundert ein Töpfer in Trier.
Seine Manufaktur bestand zwischen 160 und 190 n. Chr. und produzierte römische Terra-Sigillata-Waren, die weit nach Germanien exportiert wurden. Unter anderem gibt es einen Grabfund aus Wildeshausen (Landkreis Oldenburg), bei dem die Asche eines Verstorbenen in einer Sigillataschüssel aus der Maiiaaus-Manufaktur bestattet wurde.